# Krancsevics Dragomir
Krancsevics Dragomir (szerbül Драгомир Кранчевић, szabályos magyar átírásban Dragomir Krancsevity) (Pancsova, 1847. október 4. – Bécs, 1929. május 18.) szerb származású hegedűművész, a 19. századi Pest hangversenyéletének egyik legaktívabb tagja volt.

## Élete
A bécsi Gesellschaft der Musikfreunde konzervatóriumában az idősebb Joseph Hellmesberger tanítványa volt. 1861-ben debütált. Játszott mestere vonósnégyesében és tagja volt az Udvari Opera zenekarának is, de ezt az állását a szólistakarrierért feladta. 1869 és 1873 között Európa-szerte nagy sikerrel koncertezett. Ezután telepedett meg Pesten, ahol a Nemzeti Színház, ill. az 1884-ben megnyílt Operaház zenekarának hangversenymestere volt. Mellette a Bürger Zsigmonddal 1876-ban alakított vonósnégyese primáriusa és önállóan fellépő művész is volt. Számos magyarországi bemutató fűződik nevéhez, koncertjei telt házakkal zajlottak, a Pesten gyakran vendégeskedő Brahmsnak is gyakori kamarapartnere volt. Operai hangversenymestersége, közel harminc év után, 1901-ben szűnt meg. Valószínűleg ekkor költözött át Bécsbe.
Unokaöccse, Petar Krancsevity (1869–1919) jeles zeneszerző volt, kinek képzésében ő is részt vett.